# Lorenzo Zazzeri
Lorenzo Zazzeri (Florence, 9 augustus 1994) is een Italiaanse zwemmer. Hij vertegenwoordigde zijn vaderland op de Olympische Zomerspelen 2020 in Tokio.

## Carrière
Bij zijn internationale debuut, op de Europese kampioenschappen kortebaanzwemmen 2017 in Kopenhagen, werd Zazzeri uitgeschakeld in de halve finales van de 100 meter vrije slag en in de series van de 50 meter vrije slag. Op de 4×50 meter vrije slag veroverde hij samen met Luca Dotto, Alessandro Miressi en Marco Orsi de zilveren medaille. Samen met Andrea Vergani, Federica Pellegrini en Erika Ferraoli zwom hij in de series van de gemengde 4×50 meter vrije slag, in de finale behaalden Pellegrini en Ferraoli samen met Luca Dotto en Marco Orsi de bronzen medaille. Voor zijn inspanningen in de series ontving Zazzeri eveneens de bronzen medaille.
Tijdens de Europese kampioenschappen zwemmen 2018 in Glasgow strandde hij in de series van zowel de 50 als de 100 meter vrije slag. Op de 4×100 meter vrije slag legde hij samen met Luca Dotto, Ivano Vendrame en Alessandro Miressi beslag op de zilveren medaille. Samen met Alessandro Miressi, Giada Galizi en Erika Ferraoli zwom hij in de series van de gemengde 4×100 meter vrije slag, in de finale eindigden Miressi en Galizi samen met Luca Dotto en Federica Pellegrini op de vierde plaats. Op de wereldkampioenschappen kortebaanzwemmen 2018 in Hangzhou werd de Italiaan uitgeschakeld in de halve finales van zowel de 50 als de 100 meter vrije slag. Op de 4×50 meter vrije slag sleepte hij samen met Santo Condorelli, Andrea Vergani en Alessandro Miressi de bronzen medaille in de wacht, het kwartet eindigde op de 4×100 meter vrije slag op de vierde plaats.
In Boedapest nam Zazzeri deel aan de Europese kampioenschappen zwemmen 2020. Op dit toernooi eindigde hij als zesde op de 50 meter vrije slag, daarnaast strandde hij in de halve finales van de 100 meter vrije slag. Op de 4×100 meter vrije slag veroverde hij samen met Alessandro Miressi, Thomas Ceccon en Manuel Frigo de bronzen medaille. Tijdens de Olympische Zomerspelen van 2020 in Tokio eindigde hij als zevende op de 50 meter vrije slag, samen met Alessandro Miressi, Thomas Ceccon en Manuel Frigo behaalde hij de zilveren medaille op de 4×100 meter vrije slag. Eind 2021 zwom Zazzeri naar 4 medailles tijdens de Wereldkampioenschappen kortebaanzwemmen 2021 in Abu Dhabi. Samen met Leonardo Deplano, Manuel Frigo en Alessandro Miressi behaalde Zazzeri de wereldtitel in de 4x50 meter vrije slag. Omdat Zazzeri in de reeksen had meegezwommen kreeg hij ook een gouden medaille op de 4x100 meter wisselslag. Verder was er nog zilver op de 4x100 meter vrije slag en brons in de 4x50 meter wisselslag. 
In 2022 eindigde Zazzeri 6e inf de finale van de 50m vrije slag tijdens de wereldkampioenschappen in Boedapest. Vanwege zijn deelname aan de series kreeg Zazzeri ook de gouden medaille toebedeeld na de winst van zijn landgenoten in de finale van de 4x100m wisselslag. Samen met Alessandro Miressi, Thomas Ceccon en Manuel Frigo was Zazzeri goed voor brons in de finale van de 4x100m vrije slag. 

## Internationale toernooien
| Jaar | Olympische Spelen                         | WK langebaan | WK kortebaan | EK langebaan                                                                                    | EK kortebaan |
| ---- | ----------------------------------------- | --- | --- | ----------------------------------------------------------------------------------------------- | --- |
| 2017 |                                           | geen deelname | |                                                                                                 | serie 50m vrije slag · 9e 100m vrije slag · 4×50m vrije slag · 4×50m vrije slag gemengd · Zazzeri zwom enkel de series |
| 2018 |                                           | | 14e 50m vrije slag · 14e 100m vrije slag · 4×50 meter vrije slag · 4e 4×100m vrije slag                                                                                               | serie 50m vrije slag · serie 100m vrije slag · 4×100m vrije slag · 4e 4×100m vrije slag gemengd | |
| 2019 |                                           | geen deelname | |                                                                                                 | geen deelname |
| 2020 | Geen toernooien vanwege de coronapandemie | Geen toernooien vanwege de coronapandemie | Geen toernooien vanwege de coronapandemie | Geen toernooien vanwege de coronapandemie                                                       | Geen toernooien vanwege de coronapandemie                                                                              |
| 2021 | 7e 50m vrije slag · 4×100m vrije slag     | | 4e 50m vrije slag · 16e 100m vrije slag · 4x50m vrije slag · 4x100m vrije slag · 4x50m wisselslag · 4w100m wisselslag · Zazzeri zwom enkel in de series · 5e 4x50m vrije slag gemengd | 6e 50m vrije slag · 10e 100m vrije slag · 4×100m vrije slag                                     | 50m vrije slag · 4e 100m vrije slag · 4x50m vrije slag · 4x50m vrije slag gemengd                                      |
| 2022 |                                           | 6e 50m vrije slag · 9e 100m vrije slag · 4x100m vrije slag · 4x100m wisselslag · Zazzeri zwom enkel in de series · 7e 4x100m vrije slag gemengd | geen deelname | 6e 50m vrije slag · 6e 100m vrije slag · 4x100m vrije slag · 4e 4x100m vrije slag gemengd       | |
| 2023 |                                           | 30e 50m vrije slag · 4×100m vrije slag | |                                                                                                 | 5e 50m vrije slag · DNS ½ fin. 100m vrije slag · 4x50m vrije slag · 4x50m wisselslag · 4x50m vrije slag gemengd        |
| 2024 | 26 juli - 11 augustus                     | 9e 50m vrije slag · 4×100m vrije slag · 5e 4×100 meter vrije slag gemengd · Zazzeri zwom enkel de series                                        | 10 december - 15 december | 10 juni - 23 juni                                                                               | |

## Persoonlijke records
Bijgewerkt tot en met 2 mei 2024
Kortebaan
| Afstand         | Tijd  | Datum           | Plaats |
| --------------- | ----- | --------------- | ------ |
| 50m vrije slag  | 21,32 | 4 november 2021 | Kazan  |
| 100m vrije slag | 46,19 | 7 november 2021 | Kazan  |

Langebaan
| Afstand         | Tijd  | Datum        | Plaats    |
| --------------- | ----- | ------------ | --------- |
| 50m vrije slag  | 21,70 | 23 juni 2022 | Boedapest |
| 100m vrije slag | 47,96 | 21 juni 2022 | Boedapest |